# Alexandre (fils d'Hérode Ier le Grand)
Pour les articles homonymes, voir Alexandre.
Alexandre (né v. 35 av. J.-C., mort en 7 av. J.-C.) est le fils aîné d'Hérode le Grand et de la princesse  Mariamne l'Hasmonéenne. 
Le destin malheureux qui s’acharne sur la famille des Hasmonéens frappe ce prince lui aussi. Comme héritier présomptif du trône par droit d’héritage du côté de sa mère, il est envoyé à Rome pour ses études en l’an -23. Il y demeure dans la maison d’Asinius Pollion jusque vers l'an -17, lorsqu'avec son jeune frère Aristobule qui l’avait accompagné il est rappelé à Jérusalem par Hérode lui-même. Peu de temps après il reçoit en mariage la princesse cappadocienne Glaphyra, fille du roi Archélaos de Cappadoce. Elle lui donne trois enfants, deux fils : Tigrane et Alexandre, ainsi qu’une fille dont nous ne connaissons pas le nom.

## Disgrâce
La beauté et les manières honnêtes d’Alexandre lui valent les faveurs du peuple, et on attend le jour où la maison des Macchabées monterait sur le trône à la place du demi-Juif Hérode. Mais, d’un autre côté, une certaine vanité et un esprit de vengeance, à côté de ses éminentes qualités, le rendent extrêmement impopulaire parmi les partisans d'Hérode, qui ont beaucoup à redouter si Alexandre devient roi. À plusieurs reprises Salomé avertit Hérode du danger qui le menace de la part d’Alexandre et de son frère Aristobule. Le roi se dit qu'il n’est pas impossible que ses fils méditent de venger l'exécution de leur mère Mariamne; et d'autre part, l'antipathie qu’ils expriment ouvertement contre leur père s’y ajoute pour ouvrir l'oreille du roi aux calomnies de Salomé et de ceux qui conspirent avec elle. La tentative d'Hérode d’humilier Alexandre en rendant ses dignités à Antipater II, un fils aîné qu’il a eu d’une autre femme, ont des conséquences désastreuses. Les intrigues d'Antipater et l'hostilité ouverte qu’Alexandre montre envers Hérode accroissent la brouille entre le père et le fils à un point tel qu’en -12 Hérode se sent obligé de porter devant Auguste des accusations contre ses fils. Un rapprochement ne dure guère et peu de temps après (vers -10) Alexandre est jeté en prison sur les dires d'un témoin qui, sous la torture, l'a accusé d’avoir projeté l’assassinat d'Hérode. On produit des lettres interceptées qui révèlent toute l'amertume d'Alexandre contre son père. En vain Archélaos de Cappadoce, beau-père d’Alexandre, tente d’améliorer les relations ; la réconciliation encore une fois ne dure pas, si bien qu'une fois de plus les intrigues d'Antipater et de Salomé réussissent à obtenir l'incarcération d'Alexandre et d’Aristobule (vers -8).
Il est mis à mort par son père en 7 av. J.-C.. Les intrigues de palais et notamment les propos d'Antipater II, un autre fils qu'Hérode a eu avec Doris, ont convaincu le roi de Judée que les deux fils qu'il avait eus avec Mariamne l'Hasmonéenne complotaient contre lui. Il les fait jeter en prison, puis exécuter. Auparavant, en -29, Hérode avait fait exécuter son épouse Mariamne, la mère d'Alexandre et, l'année suivante, la mère de celle-ci.
Il laisse deux fils qu'il a eus avec Glaphyra de Cappadoce, fille d'une princesse arménienne,  Tigrane qui règne sur le royaume d'Arménie de 6 à 12 ap. J.-C. et Alexandre.